# Joseph von Hammer-Purgstall

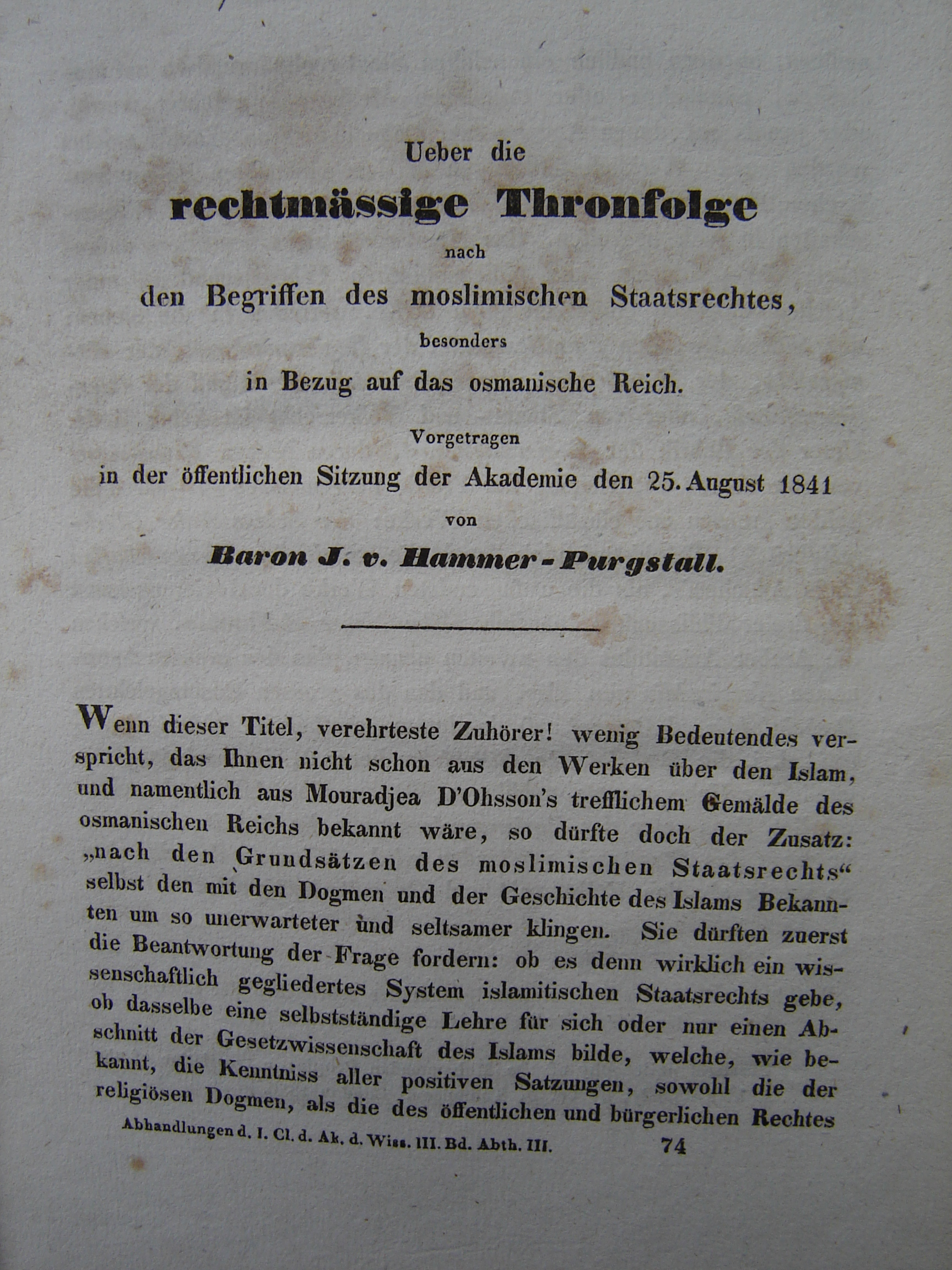
Joseph von Hammer-Purgstall egyik művének első kiadása (1841)

Joseph von Hammer-Purgstall (Graz, 1774. június 9. – Bécs, 1856. november 23.) osztrák diplomata és orientalista, aki a keleti irodalom fordítójaként vált ismertté. Őt tartják a tudományos oszmanisztika megtermetőjének és az osztrák orientalisztika úttörőjének.

## Élete
Apja az 1791-ben nemességet nyert Josef (von) Hammer kormánytanácsos volt. 14. életévéig a grazi gimnáziumba járt, majd 1784-től Bécsben tanult tovább. 15 évesen belépett a keleti nyelvek császári és királyi akadémiájába, amely elsősorban tolmácsokat képzett a diplomáciai szolgálat számára. Az ötéves képzés alatt, ahol a társai közt volt többek között a későbbi osztrák külügyminiszter, Franz Maria von Thugut, a török, perzsa és arab nyelvek mellett olaszul, franciául, latinul és görögül tanult. A nyelvtehetsége korán megmutatkozott, már 1790-ben egy török küldöttség látogatásakor tolmácsolt.
Tanulmányai befejezése után az akadémián maradt, ahol elkezdte tudományos tevékenységét. Kivonatosan lefordította a török Hadzsi Kalifa enciklopédiáját, és Johannes von Müller történésszel (1752-1809) valamint Bernhard von Jenisch orientalistával (1734–1807) dolgozott együtt.
1799-ben első ízben látogatott Isztambulba. 1800-ban Sir William Sidney Smith brit admirális tolmácsaként és titkáraként részt vett a franciák elleni egyiptomi hadjáraton a HMS Tigre fedélzetén és jelen volt Akko elfoglalásánál. Elkísérte az admirálist Londonba, ahol megtanult angolul és Párizson át 1801-ben tért vissza Ausztriába. Párizsban megismerkedett Silvestre de Sacy orientalistával.
1802-ben követségi titkár lett Isztambulban, ahonnan kisebb utazásokat tett Görögországban és Törökországban. Ebben az időben útirajzokat írt, az Antar című regényt és történeteket fordított Az Ezeregyéjszaka meséiből. 
Az elöljáróival való állandó konfliktus miatt 1806-ban áthelyezték a iași-i osztrák konzulátusra.
1807-ben a bécsi udvari kancellárián kapott udvari tolmácsi állást. 1809 és 1818 kiadta a Fundgruben des Orients című folyóiratot. 1817-ben udvari tanácsossá nevezték ki. Nőül vette Caroline von Heniksteint, Joseph von Henikstein lányát.
Miután barátjának, Wenzel Johann Purgstall grófnak és fiának halála után örökbe fogadta a Skóciából származó Jane Anne von Purgstall grófnőt, 1835-ben von Hammer-Purgstall néven bárói rangot kapott.
Mivel már Isztambulban sem kapott megfelelő feladatokat, az irodalomnak szentelte idejét. Később Bécsben összeütközésbe került Später in Wien geriet er in Konflikt zu Metternich herceggel, amikor aláírta az írók által megfogalmazott „Denkschrift über die gegenwärtigen Zustände der Zensur in Österreich” (Felirat az ausztriai cenzúra jelen állapotáról) című beadványt. Ezt követően csak otthon dolgozott. A napóleoni megszállás alatt ő felelt a könyvtárakért és sikerült a pusztítást korlátoznia. 1809 decemberében Párizsban elérte néhány értékes kézirat visszaszolgáltatását.
Joseph von Hammer-Purgstall számos művet fordított németre, például Háfiz Divánját (1812), amely Goethe Nyugat-keleti díván-ját ihlette. 1810-től kezdve az Osztrák Tudományos Akadémia létrehozásán fáradozott. amely végül 1847-ben alakult meg, és amelynek 1848–1849-ben az első elnöke lett.

## Művei
- Des osmanischen Reichs Staatsverfassung und Staatsverwaltung; Wien 1815, 2 Bände
- Geschichte der schönen Redekünste Persiens, Wien, 1818
- Geschichte des osmanischen Reiches, Pest 1827-33, 10 Bände (online)
- Gemäldesaal der Lebensbewschreibungen großer moslimischer Herrscher, 1837.39, 6 Bände
- Geschichte der goldenen Horde in Kiptschak, Pest, 1840
- Diwan des Hafis aus dem Persischen, Stuttgart und Tübingen, 1812-13, 2 Bände
- Märchen der 1001 Nacht aus dem Arabischen, Stuttgart und Tübingen, 1823-24, 3 Bände
- Gedichte des Baki aus dem Türkischen, Wien, 1825
- Leben des Kardinals Khlesl, Wien, 1847-51, 4 Bände
- Porträtgalerie des steiermärkischen Adels, Wien, 1855
- Rosenöl. Erstes und zweytes Fläschchen, oder Sagen und Kunden des Morgenlandes aus arabischen, persischen und türkischen Quellen gesammelt. Stuttgart : Cotta, 1813, 2 Bände
- Über die innere Länderverwaltung unter dem Chalifate (1835)
- Literaturgeschichte der Araber. Von ihrem Beginne bis zum Ende des zwölften Jahrhunderts der Hidschret (1850-1856)
- Das Kamel (1854)
- Geschichte der Chane der Krim unter osmanischer Herrschaft (1856)
- Die Gallerinn auf der Rieggersburg (1849), 3 Bände

## Fordítás
- Ez a szócikk részben vagy egészben a Joseph von Hammer-Purgstall című német Wikipédia-szócikk ezen változatának fordításán alapul.  Az eredeti cikk szerkesztőit annak laptörténete sorolja fel. Ez a jelzés csupán a megfogalmazás eredetét és a szerzői jogokat jelzi, nem szolgál a cikkben szereplő információk forrásmegjelöléseként.

## A német cikk forrásai
- Wilhelm Bietak: Gottes ist der Orient, Gottes ist der Okzident. Eine Studie über Joseph von Hammer-Purgstall. 	Wien u.a.: Europa-Verl. 1948.
- Baher Mohamed Elgohary: Die Welt des Islam. Rezipiert und dargestellt durch Joseph Freiherr von Hammer-Purgstall. Frankfurt am Main u.a.: Lang 1988. (= Islam und Abendland; 3) ISBN 3-631-40578-2
- Baher Mohamed Elgohary: Joseph Freiherr von Hammer-Purgstall (1774-1856). Ein Dichter und Vermittler orientalischer Literatur. Stuttgart: Akademischer Verlag Heinz 1979. (= Stuttgarter Arbeiten zur Germanistik; 69) ISBN 3-88099-070-0
- Sepp Reichl: Hammer-Purgstall. Auf den romantischen Pfaden eines österreichischen Orientforschers. Graz: Leykam 1973. ISBN 3-7011-7034-7
- Friedrich Schipper (Hsg.): Zwischen Euphrat und Tigris. Österreichische Forschungen zum Alten Orient. Wien: LIT-Verlag 2004. ISBN 3-8258-8257-8
- Ingeborg H. Solbrig: Hammer-Purgstall und Goethe. "Dem Zaubermeister das Werkzeug". Bern u.a.: Lang 1973. (= Stanford German studies; 1) ISBN 3-261-00760-5